# Max Martini
Maximilian Carlo Martini, noto come Max Martini (Woodstock, 11 dicembre 1969), è un attore statunitense.

## Biografia
Nato a Woodstock, ha vissuto gran parte dell'infanzia tra Stati Uniti, Canada e Italia. Figlio dell'investigatrice privata canadese Patricia Dunne e dello scultore e filosofo italiano Raffaele Martini Pandozy, nato a Roma e trasferitosi negli Stati Uniti nel 1967, Max Martini ha un fratello e una sorella, che lavorano entrambi nel mondo dello spettacolo, ossia Christopher Martini (cineasta) e Michelle Martini (costumista). Dopo il divorzio dei genitori, la madre si è risposata con il regista e attore Stuart Margolin.
Trasferitosi a New York, inizia a studiare recitazione, prima alla Neighborhood Playhouse e successivamente ai Michael Howard Studios di Manhattan. Per un periodo accantona la recitazione e decide si seguire le ombre paterne studiando arte, si iscrive alla School of Visual Arts e consegue un BFA in scultura e pittura.
Terminati gli studi inizia ad ottenere i primi ruoli cinematografici e televisivi, ha partecipato a film come Contact e Salvate il soldato Ryan. Poco più che ventenne, Martini aveva già debuttato come attore in varie produzioni dirette dal patrigno, Stuart Margolin, tra cui il film TV della HBO The Glitter Dome e la miniserie Donna d'onore.
In campo televisivo ha recitato in vari serial di successo quali Nash Bridges, Jarod il camaleonte e Profiler partecipando in questi ultimi a un crossover tra le due serie. Ha preso parte alla serie televisiva fantascientifica Level 9 e nella pluripremiata serie televisiva canadese Da Vinci's Inquest, inoltre ha avuto un ruolo nella miniserie diretta da Steven Spielberg Taken e ha interpretato il ruolo dell'agente Steve Goodrich nella seconda stagione di 24. Sempre in ambito televisivo ha lavorato in numerosi film televisivi ed è apparso come guest star ricorrente in note serie televisive tra le quali Crisis.
Nel 1999 ha scritto, co-diretto ed interpretato il film Desert Son, assieme al fratello minore Christopher. Martini diviene noto per il ruolo del sergente maestro Mack Gerhardt nella serie televisiva The Unit, ruolo che ha interpretato dal 2006 al 2009. Nel 2013 ha preso parte ai film Captain Phillips - Attacco in mare aperto e Pacific Rim. Nel 2015 è fra i protagonisti di 13 Hours: The Secret Soldiers of Benghazi. Nel 2019 partecipa al film Eli.
Martini è attivo anche in ambito teatrale, è tra i fondatori del Theatre North Collaborative di New York, una compagnia teatrale incentrata su produzioni statunitensi e canadesi.

### Vita privata
Dal 1997 è sposato con l'attrice Kim Restell, da cui ha avuto due figli; Leo Martini e Sean Carlo Martini. Con la famiglia vive a Los Angeles.

## Filmografia

### Cinema
- Paramedici (Paramedics), regia di Stuart Margolin (1988)
- Riposseduta (Repossessed), regia di Bob Logan (1990) – non accreditato
- Jane Doe, regia di Paul Peditto (1995)
- Contact, regia di Robert Zemeckis (1997)
- Salvate il soldato Ryan (Saving Private Ryan), regia di Steven Spielberg (1998)
- Cement - Fino all'ultimo colpo (Cement), regia di Adrian Pasdar (2000)
- Backroads, regia di Shirley Cheechoo (2003)
- The Great Raid - Un pugno di eroi (The Great Raid), regia di John Dahl (2005)
- Redbelt, regia di David Mamet (2008)
- Trooper, regia di Christopher Martini (2010)
- Colombiana, regia di Olivier Megaton (2011)
- Hirokin, regia di Alejo Mo-Sun (2012)
- Hunting Season, regia di Keith Samples (2013)
- Pacific Rim, regia di Guillermo del Toro (2013)
- Captain Phillips - Attacco in mare aperto (Captain Phillips), regia di Paul Greengrass (2013)
- Sabotage, regia di David Ayer (2014)
- Cinquanta sfumature di grigio (Fifty Shades of Grey), regia di Sam Taylor-Johnson (2015)
- Spectral, regia di Nic Mathieu (2016)
- 13 Hours: The Secret Soldiers of Benghazi, regia di Michael Bay (2016)
- Cinquanta sfumature di nero (Fifty Shades Darker), regia di James Foley (2017)
- Cinquanta sfumature di rosso (Fifty Shades Freed), regia di James Foley (2018)
- Eli, regia di Ciarán Foy (2019)
- Il bar delle grandi speranze (The Tender Bar), regia di George Clooney (2021)

### Televisione
- Bret Maverick – serie TV, 2 episodi (1981)
- The Glitter Dome – film TV, regia di Stuart Margolin (1984)
- Disneyland – serie TV, 1 episodio (1986)
- Neon Rider – serie TV, 1 episodio (1989)
- Donna d'onore (Vendetta: Secrets of a Mafia Bride) – miniserie TV (1991)
- Walker Texas Ranger – serie TV, 1 episodio (1996)
- Nash Bridges – serie TV, 1 episodio (1997)
- Profiler - Intuizioni mortali (Profiler) – serie TV, 1 episodio (2000)
- Jarod il camaleonte (The Pretender) – serie TV, 1 episodio (2000)
- Harsh Realm – serie TV, 5 episodi (1999-2000)
- Oltre i limiti (The Outer Limits) – serie TV, 1 episodio (2000)
- Level 9 – serie TV, 11 episodi (2000-2001)
- Another Day – film TV, regia di Jeffrey Reiner (2001)
- Da Vinci's Inquest – serie TV, 13 episodi (1998-2002)
- Breaking News – serie TV, 4 episodi (2002)
- Taken – miniserie TV (2002)
- 24 – serie TV, 3 episodi (2003)
- The Division – serie TV, 1 episodio (2003)
- Prova a ricordare (Try to Remember) – film TV, regia di Jeff Beesley (2004)
- La rivincita di una moglie (Caught in the Act) – film TV, regia di Jeffrey Reiner (2004)
- Senza traccia (Without a Trace) – serie TV, episodio 3x02 (2004)
- CSI: Miami – serie TV, 3 episodi (2003-2005)
- Numb3rs – serie TV, 1 episodio (2005)
- Le campane d'argento (Silver Bells) – film TV, regia di Dick Lowry (2005)
- The Unit – serie TV, 69 episodi (2006-2009)
- Street Warrior – film TV, regia di David Jackson (2008)
- Burn Notice - Duro a morire (Burn Notice) – serie TV, 1 episodio (2008)
- Dark Blue – serie TV, 1 episodio (2010)
- White Collar – serie TV, 1 episodio (2010)
- Lie to Me – serie TV, 3 episodi (2010)
- Mandrake – film TV, regia di Tripp Reed (2010)
- Hawaii Five-0 – serie TV, episodio 1x09 (2010)
- Flashpoint – serie TV, episodio 4x02 (2010)
- Lui è la mia ossessione (He Loves Me) – film TV, regia di Jeff Renfroe (2011)
- CSI - Scena del crimine (CSI: Crime Scene Investigation) – serie TV, 2 episodi (2003-2011)
- Castle – serie TV, episodi 3x13-3x24 (2011)
- Rizzoli & Isles – serie TV, episodio 2x04 (2011)
- Criminal Minds – serie TV, episodio 7x03 (2011)
- Revenge – serie TV, 7 episodi (2011-2012)
- The Mentalist – serie TV, 1 episodio (2012)
- Person of Interest – serie TV, 1 episodio (2013)
- Crisis – serie TV, 13 episodi (2014)
- Covert Affairs – serie TV, 1 episodio (2014)
- Zombie Basement – serie TV, 2 episodi (2015)
- Edge – film TV, regia di Shane Black (2015)
- Exit Strategy – film TV, regia di Antoine Fuqua (2015)
- Real Detective – docuserie, 1 episodio (2016)
- Motive – serie TV, 1 episodio (2016)
- Training Day – serie TV, 3 episodi (2017)
- NCIS: Los Angeles – serie TV, 5 episodi (2018)
- The Order – serie TV, 5 episodi (2019)
- Doom Patrol – serie TV, 1 episodio (2019)
- The Purge – serie TV, 10 episodi (2019)
- Bosch: l'eredità (Bosch: Legacy) – serie TV, 7 episodi (2023)

## Doppiatori italiani
Nelle versioni in italiano dei suoi lavori, Max Martini è stato doppiato da:
- Simone Mori in Contact, The Mentalist, 13 Hours: The Secret Soldiers of Benghazi, Il bar delle grandi speranze
- Pasquale Anselmo in Pacific Rim, Sabotage, Crisis, Bosch: L'eredità
- Roberto Draghetti in Harsh Realm, Burn Notice - Duro a morire, Revenge
- Stefano Benassi in The Unit, Flashpoint, Criminal Minds
- Massimo Bitossi in White Collar, Person of Interest, Eli
- Luca Ward in Lie to Me, Castle
- Riccardo Rossi in Salvate il soldato Ryan
- Pierluigi Astore in CSI - Scena del crimine (ep. 3x22)
- Davide Marzi in CSI - Scena del crimine (ep. 11x17)
- Gaetano Varcasia in CSI: Miami (ep. 2x08)
- Stefano Mondini in CSI: Miami (ep. 3x20, 3x22)
- Alberto Bognanni in 24
- Enrico Di Troia in Jarod il camaleonte
- Roberto Stocchi in Taken
- Francesco Prando in Hawaii Five-0
- Roberto Pedicini in Captain Phillips - Attacco in mare aperto
- Ambrogio Colombo in Spectral
- Stefano Sparapano in Cinquanta sfumature di grigio
- Claudio Moneta in The Purge
- Eugenio Marinelli in NCIS: Los Angeles
- Andrea Lavagnino in The Order
- Massimo De Ambrosis in Redbelt
- Roberto Certomà in Colombiana